# Минтурно, Антонио
Анто́нио Минту́рно (итал. Antonio Minturno, 1500, Траетто — 1574, Кротон) — итальянский писатель-гуманист.

## Биография
Изучал философию у Агостино Нифо. В 1559 году стал епископом Удженто, в этой должности принимал участие в Тридентском соборе. С 1565 года — епископ Кротона.

## Творчество
Написал ценившееся в своё время сочинение «De poeta» (Венеция, 1559), содержащее полное обсуждение теорий поэзии и драмы, находящееся под влиянием Аристотеля и Горация. Ему принадлежит также трактат «Поэтическое искусство» (Arte poetica, 1563) о правилах тосканского стихосложения, в котором, в частности, он нападал на роман как «варварский» жанр.
Написал три сборника стихов на латыни: «Carmina» (1548), «Poemata» (1562) и «Poemata Tridentina» (1564, написан во время Тридентского собора). Ряд стихотворений опубликован в «Rime scelte da diversi autori» Дольче (1665).
Ему посвящён диалог «Minturno, ovvero de la bellezza» (1592—1593) Торквато Тассо.

### Избранные труды
- Minturno A. S. De poeta. — Венеция: Rampazetto, 1559.
  - . — München : W. Fink, 1970.
- Minturno A. S. L'arte poetica. — Венеция: Valuassori, 1564.
  - . — München : W. Fink, 1971.
  - Минтурно А. Поэтическое искусство, содержащее законы поэзии героической, трагической, комической, сатирической и всех прочих её видов // Литературные манифесты западноевропейских классицистов : собрание текстов / Ред., авт. предисл. Н. П. Козлова. — М.: Изд-во МГУ, 1980. — С. 71—80.[3]